# Club Atlético 3 de Febrero
Maillots
Le Club Atlético 3 de Febrero est un club paraguayen de football basé à Ciudad del Este. Le Paraguayen Juan Daniel Cáceres est l'entraineur depuis juillet 2019.

## Palmarès
- División Intermedia (D2)
  - Champion : 2004 et 2013

- Primera División B Nacional (D3)
  - Champion : 2000